# Vivian French
Vivian French (* 1945 in Bedfordshire als Vivian June Isoult French) ist eine britische Autorin von Bilderbuchtexten, Romanen, Theaterstücken und Sachbüchern für Kinder und junge Erwachsene.

## Leben und Schaffen
French wurde in Bedfordshire geboren und an der University of Exeter ausgebildet. Sie hat als Schauspielerin für die Nationale Buchliga und als Theaterschauspielerin gearbeitet. Sie hat nicht nur Geschichtenbücher für Kinder, sondern auch Theaterstücke und Gedichte geschrieben.
Laut Daten der Bibliothekstantieme war French in den Jahren 2011/2012 die am  36-häufigsten ausgeliehene Autorin und die am 20-häufigsten ausgeliehene Kinderbuchautorin in britischen öffentlichen Bibliotheken.
French ist Tutorin in der Illustrationsabteilung des Edinburgh College of Art und Mitbegründerin von Picture Hooks, einem Mentoring-Programm für junge professionelle Illustratoren. 2012 war sie Gastselektorin beim Internationalen Buchfestival Edinburgh.
French wurde für ihre Verdienste um Literatur, Alphabetisierung, Illustration und Kunst zum Mitglied des Order of the British Empire (MBE) bei den Neujahrs-Ehrungen 2016 ernannt.
Ihre Serie „Geschichten aus den fünf Königreichen“ wurde als „urkomisches Abenteuer mit bösen Hexen, Trollen, Fledermäusen und märchenhafter Magie“ beschrieben („Books for Keeps“) und der „Sunday Telegraph“ nannte French „eine erhabene Geschichtenerzählerin“.

## Werke (Auswahl)
- 1995: A Song for Little Toad
- 1995: Oliver's Vegetables
- 1997: Once Upon a Picni.
- 2000: We're Going on a Bear Hunt
- 2005: The Tiara Club 3: Princess Daisy and the Dazzling Dragon
- 2007: Growl!
- 2015: Dragons Can't Swim: Book 1